# 와스프급 강습상륙함
와스프급 강습상륙함(Wasp class amphibious assault ship)은 미국 해군에서 운용중인 상륙모함(LHD:Landing Helicopter and Dock)이다.

## 도크

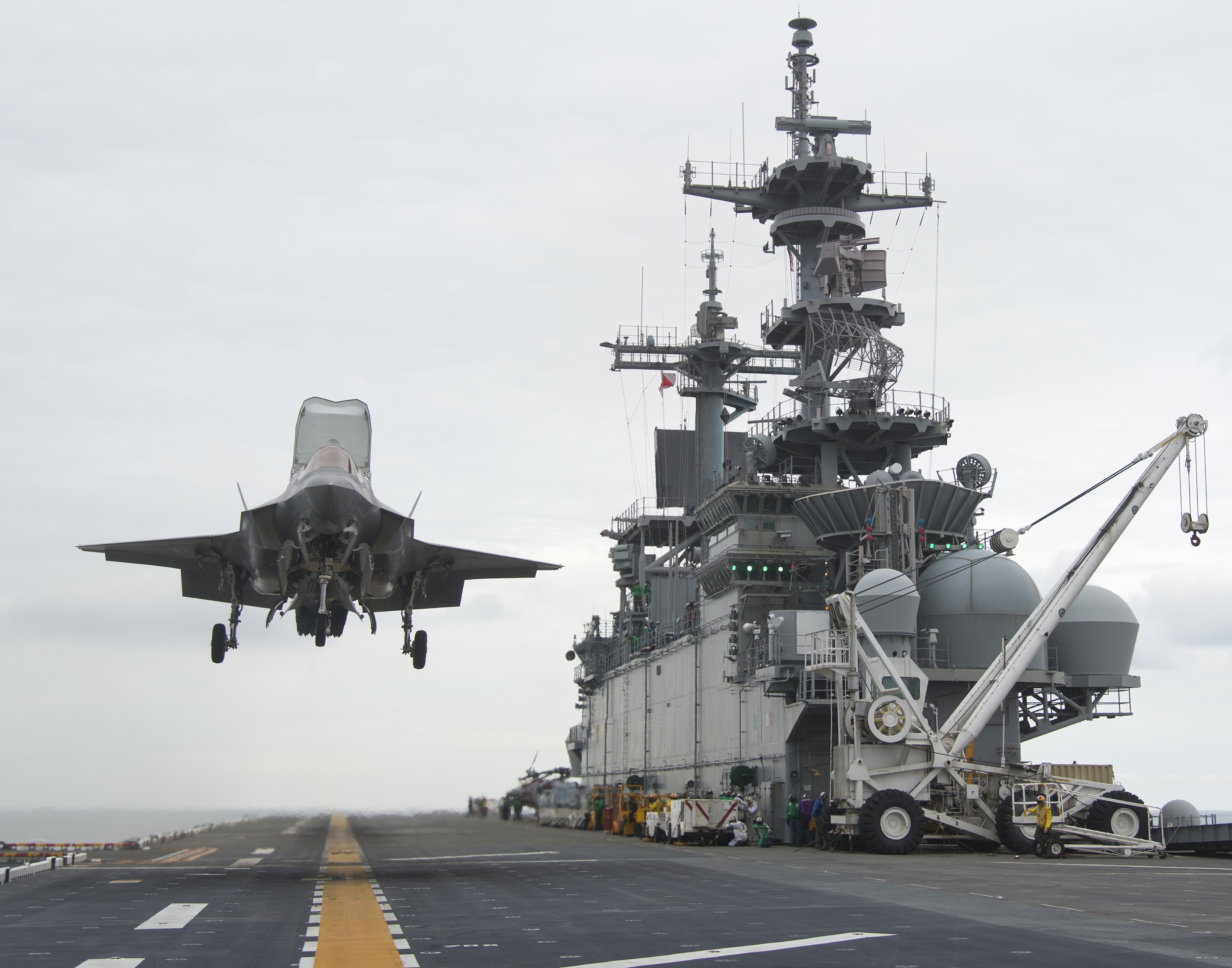
2013년 와스프함에 착륙중인 F-35B

항공모함에는 고정익기의 이착륙이 가능한 비행갑판만 있으며, 도크는 없다. LHA에는 수직이착륙기의 이착륙이 가능한 비행갑판만 있으며, 도크는 없다. 반면에 LHD는 수직이착륙기의 이착륙이 가능한 비행갑판과 도크가 있다.

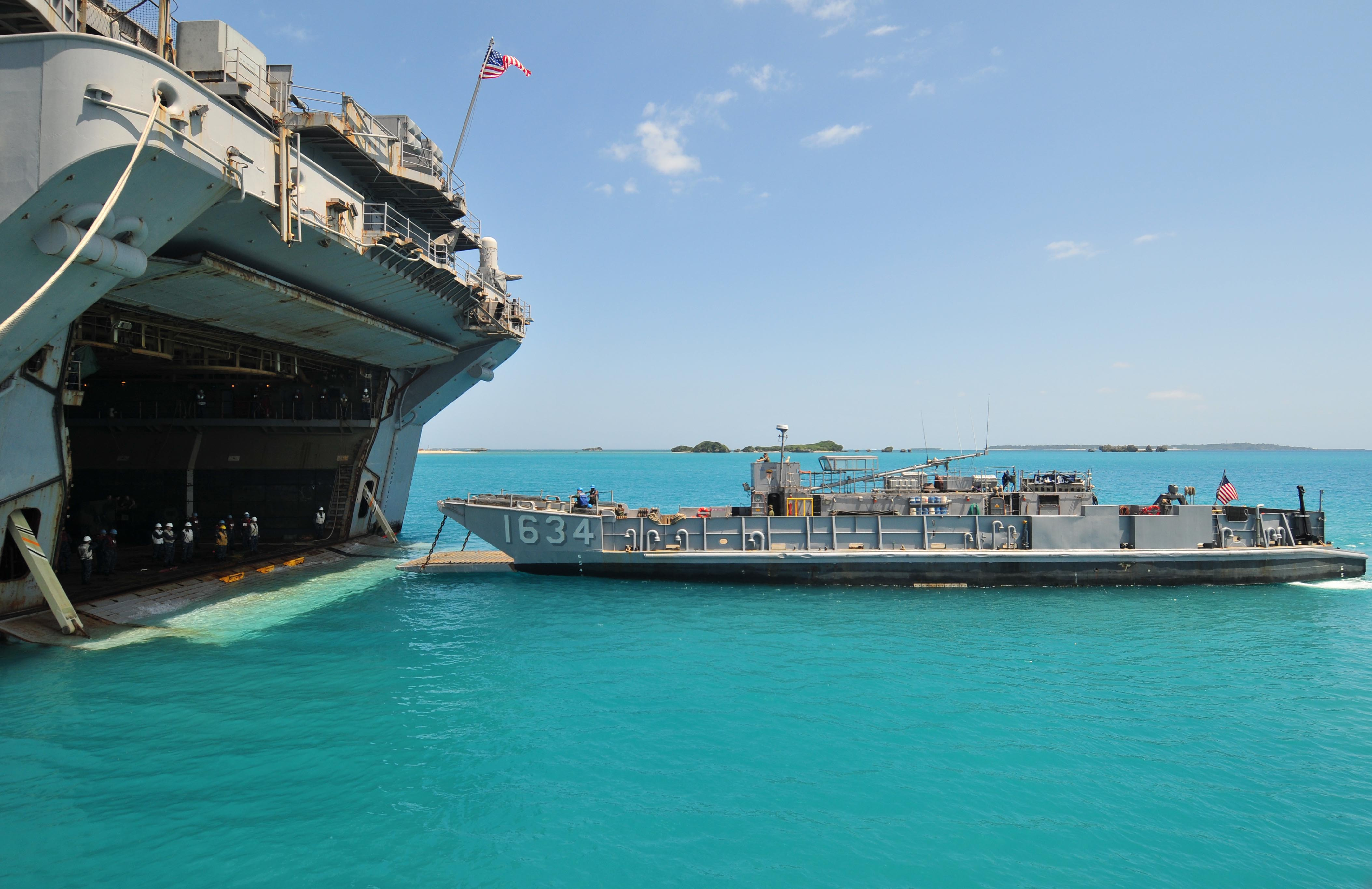
바탄함의 웰덱으로 들어오는 LCU

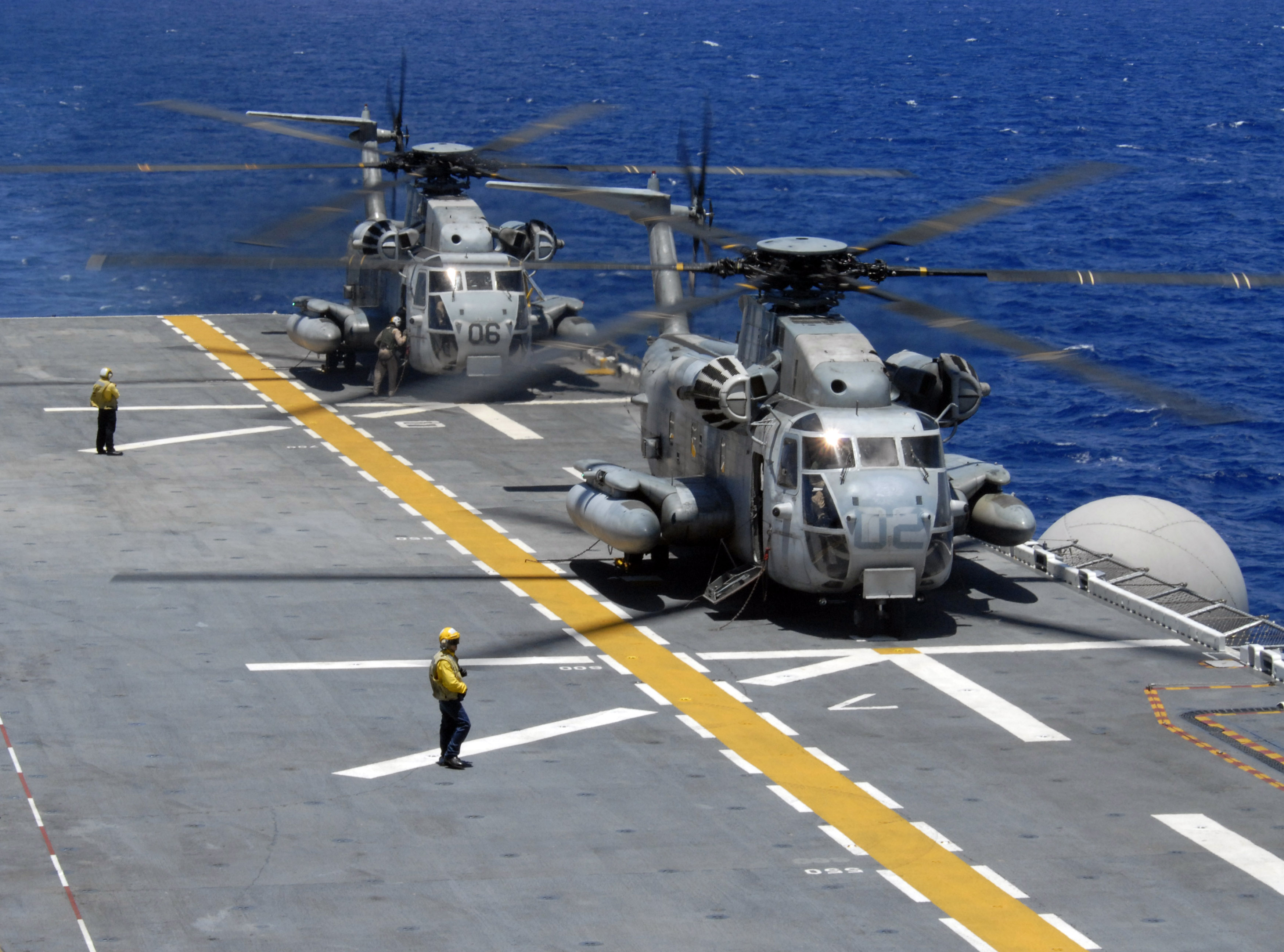
에식스함의 CH-53

공기부양정 3대 이상과 헬리콥터를 탑재할 수 있을 때 LHD로 명명된다. 와스프급 상륙함은 갑판이 직사각형의 형태로 되어 있으며, 수직 이착륙기를 탑재할 수 있고 LCAC나 LCU같은 상륙정을 3대 탑재할 수 있다. 또한 와스프급 상륙함은 600개의 병상이 있는 치료실이 있다.

## 레이다

### AN/SPS-49
탑재함의 주변에 있는 목표물의 방향/거리 X,Y좌표 위치를 포착가능한 2차원 레이다로 유효 탐지거리내에 있는 목표물을 높이를 제외한 거리,방향 위치를 파악할 수 있다. 탐지거리는 대형 전투기의 경우 460km에 달한다.

## 대한민국
백령도함을 와스프급으로 건조할 계획이다.

## 함정 목록
- USS 와스프 (LHD-1)
- USS 에식스 (LHD-2)
- USS 키어사지 (LHD-3)
- USS 복서 (LHD-4)
- USS 바탄 (LHD-5)
- USS 본험 리처드 (LHD-6)
- USS 이오지마 (LHD-7)
- USS 마킨 아일랜드 (LHD-8)